# Сахаров, Гавриил Иванович
Гавриил Иванович Сахаров (6 [18] марта 1885, Ряжск, Зарайский уезд, Рязанская губерния — 15 октября 1930, Харбин, Особый район Восточных провинций) — российский военачальник, генерал-майор (1919), командир Ларго-Кагульского 191-го пехотного полка (1917) и Очаковского 190-го пехотного полка (1918).

## Биография
Родился 6 (18) марта 1885 года в Ряжске, Зарайского уезда Рязанской губернии в мещанской семье.
В 1904 году окончил Ряжского железнодорожное училище. В службу вступил 25 августа 1904 года рядовым на правах вольноопределяющегося 2-го разряда в Башкадыкларский резервный батальон.
В 1908 году по 1-му разряду окончил Тифлисское пехотное юнкерское училище и 15 июня 1908 года выпущен в чине подпоручика в Златоустовский 243-й резервный батальон.
Участник Первой мировой войны. С 29 сентября 1914 года назначен полковым адъютантом Очаковского 190-го пехотного полка 48-й пехотной дивизии, где был командиром 1-й роты (1.05 — 09.05.1915), командовал 3-м батальоном (09.05 — 10.06.1915), начальником хозяйственной части (10.06 — 01.11.1915), командиром 2-го батальона (01.11.1915 — 01.04.1916), помощником командира полка (01.04.1916 — 28.04.1917).
С 28 апреля по 23 мая 1917 года был командиром Ларго-Кагульского 191-го пехотного полка и с 21 июня 1917 по 16 февраля 1918 года — командиром штурмового батальона 48-й пехотной дивизии.
С 16 февраля по 1 марта 1918 года был командиром Очаковского 190-го пехотного полка. Состоял председателем ликвидационной комиссии полка. 24 апреля 1918 года уволен в запас армии.
В июле — сентябре 1918 года был командиром 1-го Народного полка (впоследствии 13-го Уфимского полка 4-й Уфимской стрелковой дивизии) Народной армии Самарского Комуча, сформированного в Уфе.
В сентябре 1918 года был тяжело ранен в правое бедро ружейной пулей и передал командование полком капитану С. В. Карпову. После выздоровления, в ноябре 1918 года был назначен помощником начальника 4-й Уфимской стрелковой дивизии, одновременно с 6 марта 1919 года командир 1-й бригады 4-й Уфимской стрелковой дивизии 2-го Уфимского армейского корпуса Западной армии. С 13 апреля по 18 мая 1919 года временно исполнял должность начальника 4-й Уфимской стрелковой дивизии, затем вновь назначен командиром 1-й бригады. Принимал участие в весеннем наступлении армий адмирала А. В. Колчака, в боях под Уфой, Златоустом, Челябинском, на Тоболе и Ишиме. Участник Сибирского Ледяного похода в колонне генерала Р. К. Бангерского.
В 1920 году значился генералом для поручений при штабе 3-го стрелкового корпуса в Забайкалье. В 1921 году был прикомандирован к штабу войск Временного Приамурского правительства. 29 июня 1921 года назначен нештатным генералом для поручений.
В 1922 году член Приамурского военного и военно-морского суда. 8 июля 1922 года назначен членом комиссии по проверке деятельности управления начальника снабжения Военно-морского ведомства Временного Приамурского правительства. В ноябре 1922 года вместе с войсками Земской рати ушёл на территорию Китая.
Застрелился 15 октября 1930 года в Харбине.

## Чины
- подпоручик (15.06.1908)
- поручик (14.06.1910)
- штабс-капитан (09.02.1915, старшинство с 02.10.1914)
- капитан (08.09.1915)
- подполковник (02.12.1916, старшинство с 20.10.1916)
- полковник (07.06.1917, старшинство с 21.11. 1916)
- генерал-майор (22.06.1919)

## Награды
- Орден Святого Станислава 3-й степени (18.02.1914) мечи и бант к нему (15.09.1915)
- Орден Святого Владимира 4-й степени с мечами и бантом (20.05.1915)
- Орден Святой Анны 3-й степени с мечами и бантом (10.02.1915)
- Орден Святого Станислава 2-й степени с мечами (11.02.1915)
- Орден Святой Анны 2-й степени с мечами (11.05.1915)
- Орден Святой Анны 4-й степени с надписью «за храбрость» (23.06.1915)
- Высочайшее благоволение (05.04.1916 и 12.09.1916)
- Знак отличия Военного ордена «За Великий Сибирский поход» 1-й степени (1920)